# Михајло Мудри
Михајло Мудри (Руски Крстур, 30. децембар 1874—Руски Крстур 13. октобар 1936) је био дугогодишњи рускокрстурски парох и први председник Русинског народног просветног друштва. На месту председника је био седамнаест година. Био је веома ангажован у настојањима да се штампају школски уџбеници и друге књиге на русинском језику.